# Heritage Foundation

Logo organizacji

Heritage Foundation – jeden z najbardziej wpływowych konserwatywnych think tanków na świecie. Ufundowana w 1973, jej siedzibą jest Waszyngton. Fundacja odegrała wiodącą rolę w ruchu konserwatywnym w latach 80. XX wieku za prezydentury Ronalda Reagana, którego polityka, w tym Mandate for Leadership (Mandat na rzecz Przywództwa), została zaczerpnięta z badań Heritage Foundation.
Misja Heritage Fundation obejmuje „formułowanie i promocję konserwatywnego punktu widzenia opartego na zasadach wolnego rynku, ograniczonego rządu, wolności indywidualnej, tradycyjnych amerykańskich wartościach oraz bezpieczeństwa narodowego”.
Do zakresu jej badań i analiz zalicza się: stosunki międzynarodowe, polityka krajowa USA, przygotowywanie zmian i propozycji systemowych korzystnych dla USA, z zakresu m.in. gospodarki, finansów publicznych, systemu ubezpieczeń, służby zdrowia, edukacji. Jeden z najbardziej renomowanych ośrodków amerykańskiej myśli konserwatywnej. Budżet fundacji wynosi 29,7 mln dolarów. Może się ona poszczycić bardzo dużą liczbą cytowań.